# Cheylard-l'Évêque
Cheylard-l'Évêque är en kommun i departementet Lozère i regionen Occitanien i södra Frankrike. Kommunen ligger i kantonen Langogne som tillhör arrondissementet Mende. År 2022 hade Cheylard-l'Évêque 64 invånare.

## Befolkningsutveckling
Antalet invånare i kommunen Cheylard-l'Évêque
| Referens: INSEE |